# Claustropyga heteroclausa
Claustropyga heteroclausa är en tvåvingeart som först beskrevs av Hans-Georg Rudzinski 1991.  Claustropyga heteroclausa ingår i släktet Claustropyga och familjen sorgmyggor. Arten är reproducerande i Sverige. Inga underarter finns listade i Catalogue of Life.